# Trångsund IF
Le Trångsund IF est un club de hockey sur glace de Trångsund en Suède. Il évolue en Division 1, le troisième échelon suédois.

## Historique
Le club est créé en 1936.

## Palmarès
- Aucun titre.